# Maxillaria colemanii
Maxillaria colemanii är en orkidéart som beskrevs av Germán Carnevali och Günther Fritz. Maxillaria colemanii ingår i släktet Maxillaria och familjen orkidéer. Inga underarter finns listade i Catalogue of Life.